# باشگاه فوتبال بروخاس
باشگاه فوتبال بروخاس یک باشگاه فوتبال کاستاریکایی مستقر در دسامپارادوس است. این تیم در ژوئیه ۲۰۱۱ منحل شد.